# Municipio de Lewisville
El municipio de Lewisville (en inglés: Lewisville Township) es un municipio ubicado en el  condado de Forsyth en el estado estadounidense de Carolina del Norte. En el año 2000 tenía una población de 15.431 habitantes.

## Geografía
El municipio de Lewisville se encuentra ubicado en las coordenadas 36°5′55.87″N 80°25′26.76″O / 36.0988528, -80.4241000.